# 창수중학교
창수중학교는 경상북도 영덕군 창수면에 있었던 공립 중학교이다.

## 연혁
- 1974년 12월 27일 : 창수중학교 설립 인가
- 1975년 3월 5일 : 창수중학교 개교
- 1999년 3월 1일 : 3학급 76명 편성
- 2009년 3월 1일 : 폐교[1]